# Postbank-Hochhaus (Essen)
Das Postbank-Hochhaus (ehemals Postscheckamt) ist ein architektonisch auffälliges Hochhaus der 1960er Jahre im Essener Stadtteil Südviertel. Es steht seit 2010 unter Denkmalschutz.

## Geschichte
Ihr erstes Postscheckamt erhielt die Stadt Essen im Jahr 1920. Es befand sich im Keramikhaus am Flachsmarkt. Damals gab es knapp 8000 Konten, zehn Jahre später waren es bereits über 31.000. Deshalb musste das Amt aus Platzgründen mehrfach umziehen, so dass mehrere Abteilungen in unterschiedlichen Stadtteilen verteilt waren.
1956 wurde von der Oberpostdirektion über einen Neubau unter Zusammenführung aller Stellen diskutiert. Die Entscheidung fiel 1957 für ein Grundstück am Platz Freiheit südlich des Essener Hauptbahnhofs, das der Friedrich Krupp AG gehörte. Im September 1963 wurde mit dem Bau des heutigen Hochhauses begonnen, so dass das Richtfest am 15. Oktober 1965 gefeiert wurde. Bis zur Eröffnung des Essener Rathauses im Jahre 1979 war das Postscheckamt das höchste Hochhaus Essens. 1959 begann bereits der Bau des benachbarten Rheinstahl-Hochhauses (ab 1976 ThyssenKrupp, seit 2017 RUHR Tower), kurz darauf entstand dazwischen das AEG-Haus (2014 abgerissen und durch den im Juni 2016 eröffneten Neubau der DB Schenker Hauptverwaltung ersetzt), sowie gegenüber an der Kruppstraße das RWE-Haus. So legte sich Essen als erste Stadt Deutschlands auf eine Skyline fest. Erst 1962 folgte Frankfurt am Main.

## Architektur

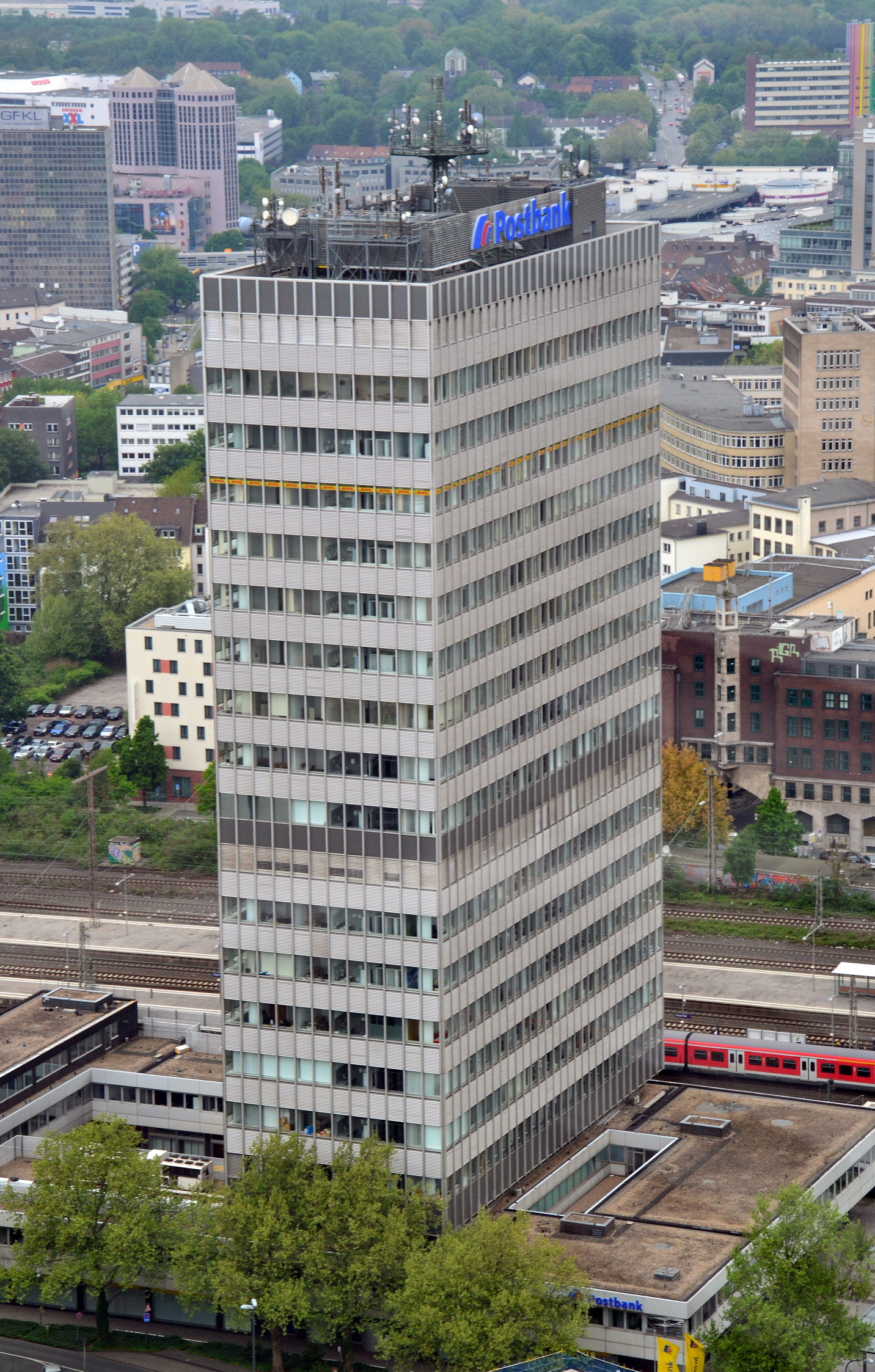
Blick von Südosten

Das Postbank-Hochhaus bildete mit dem westlich angrenzenden AEG-Haus aus dem Jahr 1953 und dem daran folgenden Rheinstahl-Hochhaus eine städtebauliche Achse entlang der Bahnstrecke Dortmund-Duisburg einerseits und der Kruppstraße andererseits. In diesem Zusammenhang stand das Postbank-Hochhaus für eine damals neue Baugesinnung in amerikanischem Stil. Als Vorbild diente das Lever House an der Park Avenue in New York aus dem Jahr 1952 im Internationalen Stil. 2014 wurde das AEG-Haus niedergelegt, so dass seit 2015 die neue Schenker-Zentrale das Bild ergänzt.

Dieser Hochhaustypus zeichnet sich durch die Kombination von schmalem, 17 Etagen hohen Hochhaus mit einem zweigeschossigen Flachbau aus. Das entsprach dem Platzbedarf für die Arbeitsplätze des damaligen Unternehmens, die durch die Staffelung der Etagen über kurze Dienstwege miteinander verbunden waren. Das gesamte Gebäude wird durch fünf Personenaufzüge, drei Lastenaufzüge und zwei Treppenhäuser erschlossen. Der Kern besitzt ein Stahlbetonskelett mit über 14 Meter freigespannten Geschossebenen. Mit einer Höhe von 91,59 Metern und 19 Etagen ist das Postbank-Hochhaus das heute dritthöchste Hochhaus der Stadt Essen. Das vollklimatisierte Gebäude besitzt eine Vorhangfassade aus Glas und Leichtmetall. Äußerlich auffällig gegliederte Leichtmetallrippen bilden einen bandartigen Sonnenschutz, der die Horizontalwirkung des Gebäudes verstärkt. Ursprünglich gab es auf nahezu jeder einzelnen Etage ein Großraumbüro, das rundum mit Tageslicht durchflutet war. So war eine Durchsicht der Geschosse von außen möglich, was dem Gebäude eine gewisse Transparenz verlieh. Heute sind viele dieser Großraumetagen mit eingezogenen Wänden in kleinere Büros aufgeteilt.